# 昭和49年台風第8号
昭和49年台風第8号（しょうわ49ねんたいふうだい8ごう、国際名：ギルダ/Gilda）は1974年7月6日から7月8日にかけて太平洋側を中心とする九州から関東の29都府県下で梅雨前線を刺激して大雨を降らせ、多大な被害を出した台風である。被害の大部分は内水面氾濫による洪水と、山地・丘陵地斜面の地滑りであった。

## 概要

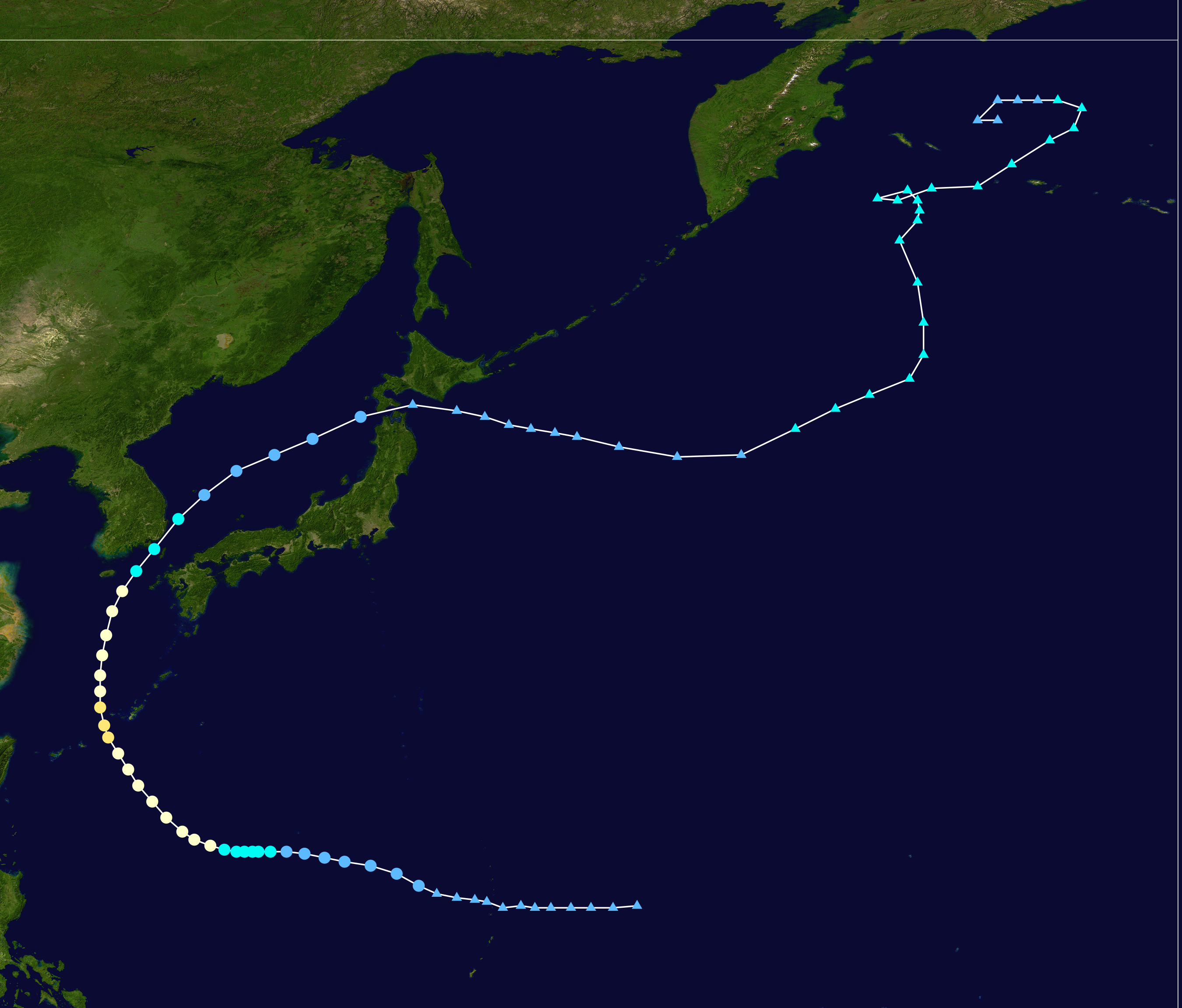
進路図

6月26日21時にアナタハン島の東北東の海上で発生した熱帯低気圧は、30日21時に沖ノ鳥島の南南西（北緯19度5分・東経135度3分）で台風8号となり、さらに発達しながら北西に進んだ。7月4日15時頃には沖縄本島と宮古島の間を中心気圧945hPaで通過、東シナ海を東北東に進み、6日18時に長崎県五島列島の福江島に最接近した。その後8号は、7日3時頃に対馬海峡を通って9時には日本海へ進み、北東進した。8日21時、8号は尻屋崎の南西（北緯41度6分・東経141度7分） で温帯低気圧に変わり、17日にメードヌイ島の東北の洋上で消滅した。
この台風により、沖縄県久米島町で最大瞬間風速52.0m/sを観測するなど、南西諸島や九州地方で強風となった。 また、台風の影響によって梅雨前線の活動が活発化し、四国から関東南部にかけて大雨となり、静岡では７月7日9時から8日9時までの24時間降水量が508.0mmに達した。

## 解説
この台風の特徴として梅雨前線に影響を与え、通過後にも大雨を降らせ大災害を引き起こした点が上げられる。6月下旬から各地に雨を降らせた梅雨前線はこの台風の影響を受け活発となり、各地に集中豪雨を引き起こし、地すべりや河川氾濫が多発した。七夕の7月7日に各地で豪雨となったことから、七夕豪雨、七夕災害、七夕水害、七夕台風などとも呼ばれる（静岡市の豪雨を指して特に七夕豪雨という）。
マリアナ諸島の東方洋上に発生した熱帯低気圧が発達し、日本時間（以下すべて日本時間で記す）7月1日に沖ノ鳥島付近でこの年8番目の台風となった。この台風はさらに発達しながら北西に進み、4日に沖縄本島と宮古島の間を通過、5日に東シナ海上で中心気圧945hPaの大型台風に発達した。日本本土へは上陸せず対馬海峡を通過し日本海を北東へ進んだが、このとき中日本付近に停滞していた梅雨前線を刺激した。6日に小豆島・淡路島などで集中豪雨となり山崩れが発生、梅雨前線は勢力を増しながら7日午前から8日未明にかけて太平洋側の三重県・愛知県・静岡県・神奈川県までの4県下の各地で集中豪雨による洪水・地滑りを引き起こし145名の死者と1名の行方不明者などの多大な被害を出した。中でも静岡市を中心に静岡県の被害は特に甚大であった。

## 被害
- 死者: 145 名
- 不明者: 1 名
- 負傷者: 496 名
- 住家全壊: 657 棟
- 住家半壊: 1,131 棟
- 床上浸水: 77,933 棟
- 床下浸水: 317,623 棟

## 各地の被害
各地の被害のうち、大きな被害状況のみを基本的に時系列で記す。

### 香川県

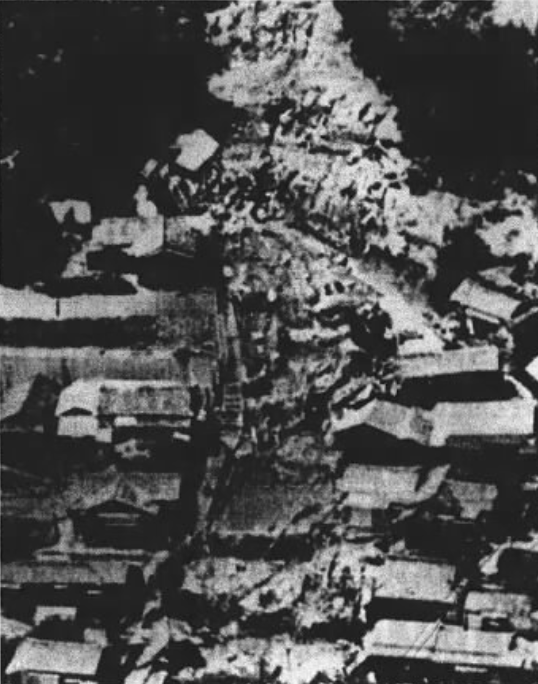
小豆島における被害

香川県では小豆島などで4日から雨が降り続いていたが、台風に刺激された梅雨前線が6日 - 7日に集中豪雨を発生させ山崩れが多発した。小豆郡内海町岩ヶ谷では最大1h雨量90mm、最大日雨量396mm、連続降雨量406mmを記録、小豆島東海岸の内海町橘地区、福田地区、岩ヶ谷地区等などで住宅が押し流され29名が死亡、重軽傷者24名、家屋全壊47棟、半壊216棟の被害となったほか、東讃地区では多数の家屋が浸水し、香川県では史上最大の水害となった。

### 岡山県
岡山県では6日から備前市東部で家屋流失1棟、床上浸水251棟、床下浸水家屋359棟などの被害となった。

### 兵庫県
香川県と同様に兵庫県でも淡路島などで4日から雨が降り続いており、6日9時40分県南部に大雨注意報が発表された。赤穂市では9時頃ころから降り出した雨が2時間後には豪雨となり、時間最大雨量56mm、日雨量312mm、連続降雨量313mmを記録した。この豪雨により市内の全ての河川が氾濫・決壊し、市内一帯が浸水するなどの被害となった。
淡路島の津名郡一宮町（現淡路市）郡家では3時間に190mm、日雨量300mmを記録した。この集中豪雨により淡路島各所で鉄砲水・崖崩れ・山崩れが発生、14名が死亡、13名が重軽傷を負ったほか、兵庫県南西部でも加古川が氾濫し、姫路市で1,322戸が床上床下浸水するなどの被害となった。

### 和歌山県
田辺市では7日5時 - 6時の時間雨量100mm、 総雨量442mmを記録し、住宅の損壊8戸などの被害となった。

### 三重県
三重県では6月29日ころから雨が降り続いていたが、台風8号が接近した7月6日から大雨となった。6日 - 7日の降雨量は三重県南部で300 - 500mm、北中部で150 - 280mm程度、多雨で知られる大台山系では連続降雨量850mm以上を記録した。この大台山系を水源とする宮川下流では7日16時に警戒水位を突破した。下流右岸の度会郡御薗村（平成17年に伊勢市に合併）高向では堤防が決壊寸前となったため、高向住民などが500俵強の土嚢を積み上げるなどの対策が行なわれ、決壊は免れた。
6日夜 - 7日夜の大雨は伊勢市を流れる勢田川を7日13時ごろから氾濫させた。浸水面積は3,051haで伊勢市市街地の大部分と御薗村で家屋が浸水、死者2名、家屋全壊1世帯、床上浸水3,224戸、床下浸水10,924戸など、度会郡の外城田川流域では小俣町（平成17年に伊勢市に合併）で床上浸水194戸、床下浸水523戸など、玉城町で田丸城址南斜面が崩落し町営住宅2戸が全壊、床上浸水6戸、床下浸水234戸などの被害があり、三重県全域では死者2名、重軽傷者83名、家屋全壊12棟、半壊24棟、家屋浸水21,361棟などの被害となった。この水害は「七夕水害」と呼ばれている。
勢田川は国の予算で整備するために翌1975年（昭和50年）に宮川水系として一級河川に指定され、中流域を拡幅、1978年（昭和53年）排水機場を備えた勢田川防潮水門が作られるなどの大規模な河川改修が行なわれた。

### 愛知県
愛知県では7日 - 8日に知多半島・東三河で矢田川・豊川などが氾濫、家屋の床上・床下浸水が発生した。愛知県では同月24日 - 25日にかけても尾張西部 - 知多半島で大雨となり、合わせて死者4名、重軽傷者19名、住居全壊23世帯、半壊112世帯、床上浸水9,132世帯、床下浸水86,648世帯、名鉄常滑線など8つの鉄道路線が不通となるなどの被害となった。
尾張地方を流れる庄内川下流の名古屋市では床上浸水2,196棟, 床下5,900棟などの被害、西三河の額田郡幸田町で家屋半壊1戸、床上浸水12戸、床上浸水221戸など、蒲郡市で落合川が破堤し流域で床上浸水26棟、床下浸水135棟、西田川流域で床上浸水9棟、床下浸水128棟など、隣接する宝飯郡御津町で最大日雨量310mmを記録し御津川中流左岸付近で破堤、床上浸水66棟、床下浸水448棟などの被害となった。
東三河の豊橋市では7日に時間最大雨量80mm、総雨量3,025mmを記録、死者1名、重軽傷者2名、家屋半壊24、床上浸水832、床下浸水4,450などの被害となった。

### 静岡県
静岡県では6月27日ころから雨の日が多く、7月4日 - 5日にも100mm以上の降雨が観測されていた。静岡県西部では7日午前中に降り始めた雨が15時ころから強くなり、新居町（2010年に湖西市へ編入）では全壊3戸、半壊5戸、床上浸水47戸、床下浸水678戸、引佐郡細江町（2005年に浜松市へ編入。現在の同市浜名区）では死者1名、重軽傷者5名、家屋全壊21戸、半壊31戸、流失5戸、床上浸水681戸、床下浸水1,678戸など、天竜市（現在の浜松市天竜区）では日雨量363mmを記録、死者2名、負傷者6名、家屋全壊16戸、半壊2戸、流失4戸、床上浸水994戸、床下浸水972戸など、浜松市で279mmの日雨量を記録、死者5名、重軽傷者2名、家屋全壊6戸、半壊20戸、流失6戸、床上浸水487戸、床下浸水1,013戸などの被害となった。
磐田市を流れる一雲済川（天竜川水系）流域では総雨量270mm、床上浸水351戸、床下浸水296戸、太田川流域では本川の3か所で堤防が破堤、家屋の全壊流失87戸、浸水家屋2,240戸などの被害が生じた。この周辺の自治体別では周智郡森町で死者1人、負傷者5人、家屋全壊1戸、半壊2戸、流失9戸、床上浸水217戸、床下浸水494戸など、磐田市で重軽傷者3人、家屋全壊4戸半壊15戸、流失8戸、床上浸水312戸、床下浸水529戸などの被害となった。のちの昭和55年度（1980年4月 - 1981年3月）から洪水調節可能な多目的ダムとして太田川ダムが計画され、2002年（平成14年）10月29日に起工された。
藤枝市では家屋全壊3戸、半壊4戸、床上浸水744戸、床下浸水680戸など、焼津市では床上浸水1,095戸、床下浸水950戸などの被害となった。
静岡市周辺では7日11時前から雨が降り始め8日8時ころに止んだが、この間の雨量は508mmを記録、24時間雨量では静岡地方気象台において過去最大の豪雨となった。この豪雨により安倍川流域では家屋全壊39戸、床上浸水3,808戸、床下浸水4,363棟などの被害となったほか、7日夜半から8日未明の時雨量60mm前後・日雨量500mmの豪雨が巴川などを氾濫させ、静岡市（当時）全体で死者23名、負傷者28名など、床上浸水9,391戸、床下浸水13,160戸など、清水市（現在の静岡市清水区）で死者4人、家屋全壊3戸、半壊18戸、床上浸水6,368戸、床下浸水9,931戸など、両市（当時）合計では浸水面積2,584.1ha、床上浸水17,702戸、床下浸水22,650戸などの大被害となった。
国道1号・東名高速・東海道本線・東海道新幹線などが集中する交通の要衝として知られる庵原郡由比町（現在の静岡市清水区由比地区）では、7日0時 - 8日8時に由比駅で376mm、風條地区で546mmの豪雨となり広範囲で山地崩壊、地すべり、土石流が発生し、家屋全壊7戸、半壊32戸、国道1号が23日間不通、国鉄（現在のJR東海）東海道本線が7日間不通などの被害となった。
富士市では死者1人、床上浸水188戸、床下浸水3,276戸など、沼津市では狩野川流域で7月1日 - 7月12日に床上浸水214戸、床下浸水467戸など、市全域では死者1人、家屋全壊5戸、半壊8戸、床上浸水1,612戸、床下浸水7,161戸など、三島市では7日 - 8日に時間雨量73mmを記録し、家屋全半壊8戸、浸水家屋1,416戸の被害となった。

### 神奈川県
神奈川県では相模川流域の平塚市などで床上浸水122戸、床下浸水150戸など、横須賀市で8日0時5分 - 9時15分の雨量が250mmを超え、市内各所で崖崩れが多発、岩戸では一家4人が生き埋めになるなどで死者13名、重軽傷者22名家屋の全半壊220戸、床上床下浸水6,926戸など、横浜市の都田で時間雨量43mmを記録、鶴見川が氾濫し床上浸水330戸・床下浸水780戸などの被害となった。

### 東京都
東京都では呑川流域で床上浸水17棟、床下浸水372棟などの被害となったほか、目黒川、多摩川など合わせ東京都下全域で床上浸水70世帯、床下浸水789世帯などの被害があった。